# Michele Rosiello
Michele Rosiello (Napoli, 18 febbraio 1989) è un attore italiano.

## Biografia
Nato e cresciuto a Napoli con la passione per il cinema, nel 2014 consegue la Laurea Magistrale in Ingegneria Gestionale presso l'Università Federico II. Inizia a studiare recitazione a Napoli alla scuola di cinema Pigrecoemme, poi nel 2011 viene selezionato da Elio Germano e Valerio Mastandrea per prendere parte al corso di recitazione della Scuola d'arte cinematografica Gian Maria Volonté di Roma.
Diplomatosi come attore nel 2013, viene scelto da Ettore Scola per interpretare il ruolo di Agenore Incrocci, sceneggiatore della coppia storica Age & Scarpelli, nell'ultimo film del regista Che strano chiamarsi Federico, presentato alla 70ª Mostra internazionale d'arte cinematografica di Venezia.
Nel 2011 interpreta il finto cantante neomelodico satanista Jo Monaciello, lanciato sul web senza spiegazioni e confuso all'inizio per un reale "artista degenere". Si trattava in realtà di un personaggio della web serie Satanism for Dummies, vincitrice nel 2012 del TvBlog Award come migliore serie web.
Nel 2015 veste i panni di Mario Cantapane nella seconda stagione della serie TV Sky Italia Gomorra. Nel 2017-2018 interpreta il commissario Alessandro Ferras, uno dei protagonisti de L'isola di Pietro, miniserie TV ambientata nell'Isola di San Pietro, trasmessa su Canale 5 e prodotta da Lux Vide, per la regia di Umberto Carteni nella prima stagione e di Giulio Manfredonia e Luca Brignone nella seconda. 
Nel 2019-2020 è nel cast principale de La Compagnia del Cigno, serie TV creata e diretta da Ivan Cotroneo e trasmessa su Rai 1 . 
Nel 2021 è nel cast di Mina Settembre, serie TV prodotta da Italian International Film per Rai 1 e diretta da Tiziana Aristarco. Poi è Davide Sardi, uno dei protagonisti della serie Netflix Guida astrologica per cuori infranti, una romantic comedy creata e diretta da Bindu De Stoppani e co-diretta da Michela Andreozzi.
Nel 2022 sono iniziate le riprese de La voce che hai dentro, serie TV prodotta da Lucky Red e diretta da Eros Puglielli, in onda su Canale 5 dal 14 settembre 2023 in 8 episodi.

### Vita privata
Il 16 settembre 2023 sposa l'attrice Denise Capezza, conosciuta nel 2015, nella chiesa di Santa Maria del Faro, a Marechiaro (Napoli).

## Filmografia

### Cinema
- Che strano chiamarsi Federico, regia di Ettore Scola (2013)
- Sole cuore amore, regia di Daniele Vicari (2016)

### Televisione
- Gomorra - La serie – serie TV (2016)
- L'isola di Pietro – serie TV (2017-2018)
- La Compagnia del Cigno – serie TV (2019-2021)
- Mina Settembre – serie TV (2021-corso)
- Guida astrologica per cuori infranti – serie TV (2021-2022)
- Raul Gardini, regia di Francesco Miccichè – docufilm (2023)
- La voce che hai dentro – serie TV (2023)
- Kostas – serie TV (2024)
- Nudes 2 – serie TV (2024)
- Adorazione - serie TV (2024)

### Cortometraggi
- The room - La stanza, regia di Giuseppe Alessio Nuzzo (2021)[12]
- La luce oltre la gabbia, regia di Giovanni Ambrosino (2021)